# Диплексер

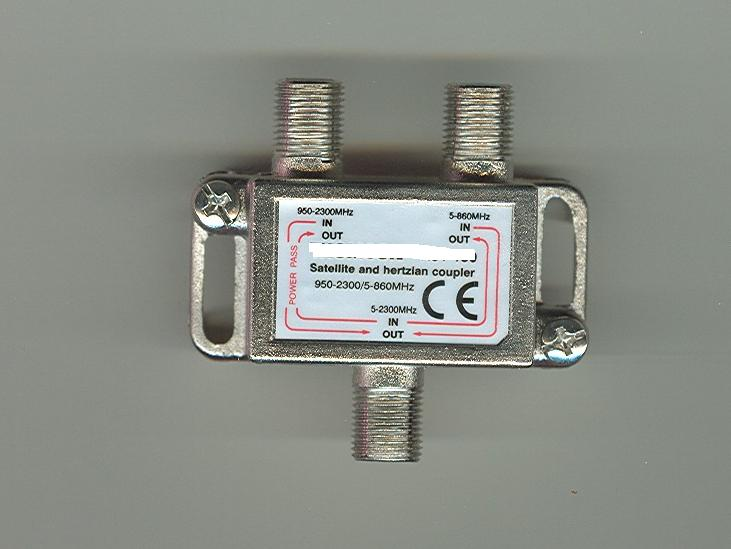
ТВ-диплексер типа F

Схема

Диплексер — это пассивное устройство, выполняющее мультиплексирование (объединение) (объединение двух портов в один) и демультиплексирование (разделение) ВЧ-сигнала по частотам. За счет высокочувствительных фильтров диплексер «разводит» исходный сигнал по разным трактам, как бы «вычленяя» отдельные частоты из общего потока. При этом диплексеры работают в оба направления: разделяя в одном, они объединяют в другом.
Это пассивная электронная схема, использующая частотно-доменное мультиплексирование. Два порта (например, L и H) мультиплексируются в третий порт (например, S). Сигналы на портах L и H содержат разобщенные частотные диапазоны. Таким образом, сигналы L и H могут сосуществовать на порту S, не мешая при этом друг другу.
Диплексор мультиплексирует два порта в один, но может быть мультиплексировано более двух портов. Мультиплексор с тремя портами на один порт называется триплексором, а мультиплексор с четырьмя портами на один порт называется квадриплексором или квадрупплексором. Диплексеры являются базовыми элементами при построении частотно-разделительных устройств с любым числом каналов.
Типичный диплексер может иметь около 30 дБ изоляции между двумя портами L и H. Эта изоляция достаточна для многих применений.

## Применение
Диплексер позволяет двум разным устройствам использовать общий канал связи. Обычно канал представляет собой длинный коаксиальный кабель, а диплексер часто используется на обоих концах коаксиального кабеля. Такая схема возможна, если оба устройства работают на разных частотах. Схема является экономичной, если диплексоры стоят дешевле, чем прокладка второго кабеля. Диплексеры разделяют два диапазона внутри зданий. Диплексеры также широко используются там, где многодиапазонная антенна используется на вышке с общим фидером.